# Softswitch
Softswitch neboli softwarový přepínač je v telekomunikacích zařízení pro propojování hovorů v telekomunikační síti, které nepoužívá specializovaný hardware jako tradiční telefonní ústředny, ale elektroniku ovládanou softwarovým systémem běžícím na univerzální počítačové platformě. Stejně jako tradiční ústředny propojuje telefonní hovory mezi účastníky nebo jinými přepojovacími systémy připojenými IP sítí případně i pomocí tradičních telekomunikačních linek. Softwarové přepínače používají obvykle pro přepojování hovorů technologii Voice over Internet Protocol (VoIP), ale existují i hybridní systémy.
Ačkoli se termín softwarový přepínač technicky vztahuje na jakékoli takové zařízení, tradičně se používá pro zařízení, která zpracovávají spojení IP-to-IP telefon, zatímco zařízení, ze kterého buď vycházejí nebo na něm končí tradiční telefonní hovory v pevné telefonní síti, se nazývají „přístupový server“ nebo „propojovací brána“. V praxi může takové zařízení dělat obojí. Přístupový server může přebírat mobilní volání a volání z tradičních telefonních linek, konvertovat je na IP provoz, který se přenáší IP sítí na jiné takové zařízení, které naopak ukončuje linku a převádí Voice over Internet Protocol volání na digitální systémy s přepojováním okruhů používající tradiční digitální časový multiplex (TDM), případně protokoly analogového tradičního analogového telefonního systému (POTS).
Softwarové přepojovací prvky softwarového přepínače se nazývají call agents. Další komponenty realizují například funkce pro účtování služeb, adresářové služby a síťovou signalizaci. Síťové prvky, které konvertují hlasové proudy mezi VoIP spoji a tradičními medii, jako jsou analogové telefonní linky, koncentrátory a multiplexery, a přenosovými systémy, se nazývají propojovací brány. Call agent může řídit přes IP síť větší počet různých propojovacích bran rozmístěných v určité geografické oblasti.
Softwarový přepínač je obvykle umístěn v budově vlastněné telefonní společností, která se stále nazývá telefonní ústředna nebo uzlová telefonní ústředna nebo v datovém centru. Tato místa jsou s jinými přepojovacími centry propojena vysokokapacitními linkami, které zajišťují přenos telefonních hovorů a digitální komunikace.
Přístupová zařízení ke službám softwarového přepínače sahají od rozsáhlých propojovacích bran s vysokou hustotou portů přes zabudovaná přístupová zařízení (anglicky integrated access device, IAD) v ústřednách, až po malé analogové telefonní adaptéry (ATA) s jedinou telefonní přípojkou pro jednu bytovou stanici. Vestavěné multimediální terminálové adaptéry (eMTAs) bývají také součástí modemů pro kabelovou televizi.
Softwarové přepínače mohou směrovat telefonní hovory sítí využívající Signalizační systém č. 7 (SS7). SS7 moduly mohou být implementovány přímo v softwarovém přepínači nebo se k nim přistupuje ze samostatných signalizačních serverů.
V systémech IP Multimedia Subsystem (IMS), které se začaly objevovat po roce 2000, je softwarový přepínač obvykle realizován jako řadič propojovací brány (MGC), a místo termínu softswitch se používá název řídicí funkce přístupové brány (anglicky access gateway control function, AGCF).

## Softwarové přepínače třídy 4 a třídy 5
Na základě analogie s telefonními ústřednami ve veřejné telefonní síti v Severní Americe se softwarové přepínače rozdělují na systémy třídy 4 a třídy 5.
Softwarové přepínače používané pro přenos VoIP provozu mezi mobilními operátory (odpovídající uzlovým a tranzitním telefonním ústřednám) se obvykle nazývají softwarové přepínače třídy 4. Podobně jako ústředny třída 4 je hlavní funkcí softwarových přepínačů třídy 4 směrování volání mezi telekomunikačními operátory a na dlouhé vzdálenosti. Nejdůležitější charakteristikou softwarových přepínačů třídy 4 je podpora konverze protokolů, transcoding, kapacita udávaná v počtu spojení za sekundu, průměrný čas směrování jednoho volání, a maximální počet současných hovorů. 
Pro obsluhu koncových účastníků jsou určeny softwarové přepínače třídy 5, které odpovídají místním telefonním ústřednám se vyznačují přídavnými službami pro koncové uživatele a firemní klienty jako například vlastnostmi IP PBX, služby call centra, platformou pro telefonní karty, různými typy autorizace, QoS, podporou firemních skupin a dalšími vlastnostmi, které jsou obvyklé u telefonních ústředen třídy 5. Používají se v přístupových sítích, například pro propojení přístupových linek TDM s VoIP sítí místního poskytovatele.